# 캐러웨이
캐러웨이(caraway)는 미나리과의 초본 식물이다.
열매를 향신료로 쓴다.